# Відносини МВФ — Україна
Україна є членом Міжнародного валютного фонду (МВФ) та Світового банку з 3 вересня 1992 року та є однією із чотирьох найбільших позичальниць МВФ (входить у «четвірку» разом з Аргентиною, Єгиптом та Пакистаном).

## Історія
Приєднання до МВФ та квоти України

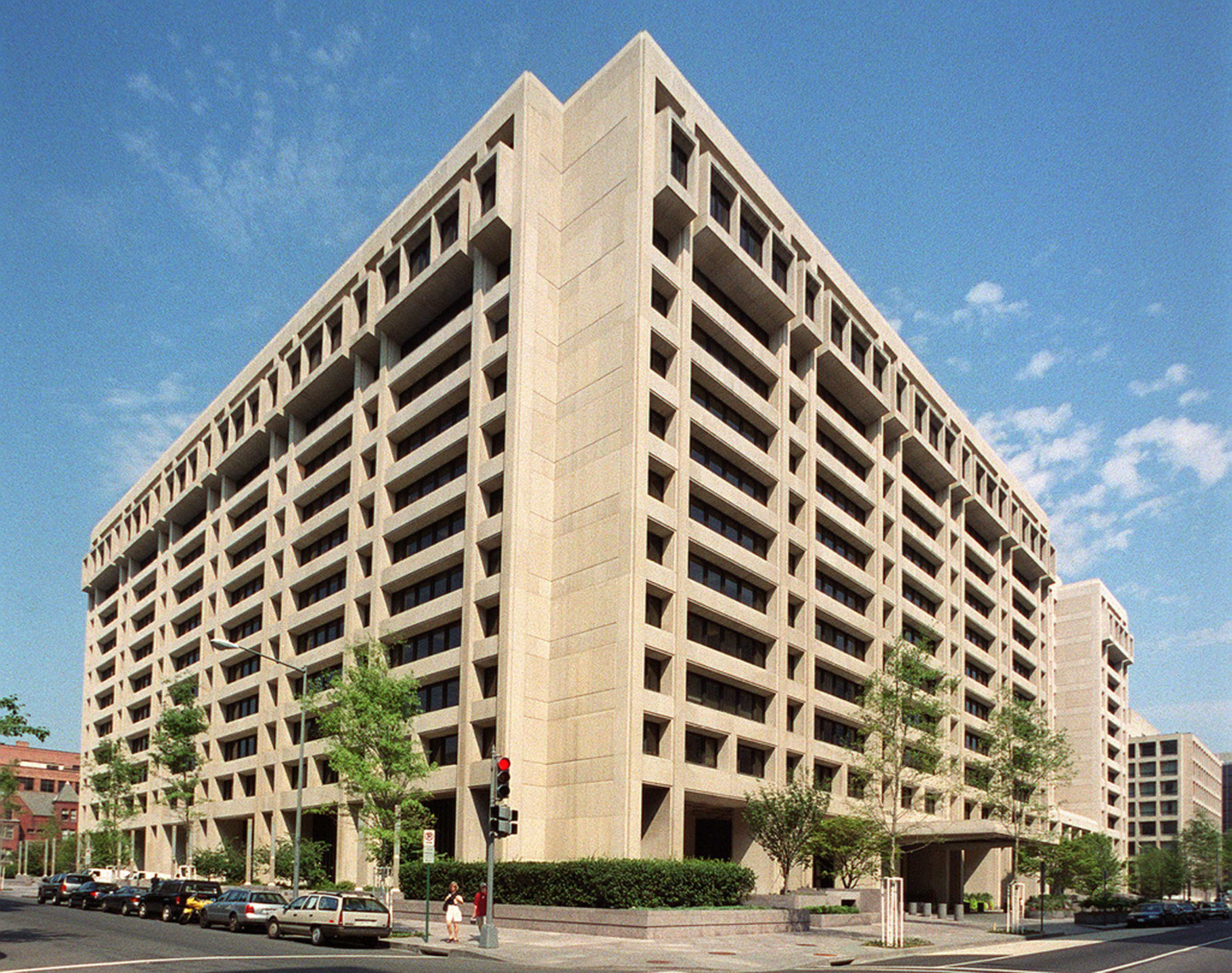
Штаб-квартира МВФ у Вашингтоні, США

Україна стала членом МВФ та Світового банку 3 вересня 1992 року.
Для приєднання до Фонду Верховною Радою 3 червня 1992 року був ухвалений окремий Закон — «Про вступ України до Міжнародного валютного фонду, Міжнародного банку реконструкції та розвитку, Міжнародної фінансової корпорації, Міжнародної асоціації розвитку та Багатостороннього агентства по гарантіях інвестицій». Згідно із законом, Прем'єр-міністру України або іншій уповноваженій ним особі передавалися повноваження щодо підписання угод із МВФ; Кабінет Міністрів України отримав повноваження щодо сплати від імені України платежів до Фонду.
3 вересня у Вашингтоні тодішній міністр фінансів України Григорій П'ятаченко від імені уряду України підписав Статут МВФ, після чого Україна офіційно отримала повноваження члена Фонду.
За правилами, для кожної держави, що приєднується до Фонду, встановлюється квота, яка обирається виходячи із ролі цієї країни у світовій економіці й визначає максимальний розмір фінансових зобов'язань перед МВФ, кількість голосів, та впливає на доступ до фінансування від МВФ. На час вступу України до Фонду було проведено вісім і завершувався дев'ятий загальний перегляд квот. Згідно з восьмим переглядом квота України була визначена у 665 млн SDR (спеціальні права запозичення). В листопаді 1992 р. завершився дев'ятий загальний перегляд квот, у результаті якого відбулося загальне збільшення квот Фонду на 50 %. Квота України досягла 997,3 млн SDR. В січні 1999 р. за підсумками одинадцятого загального перегляду квот, квота України зросла до 1372 млн SDR і стала 31-ю за розміром. Чинна квота України (встановлена у лютому 2016 року) — 2011,8 млн SDR.
| Дата зміни квот | Сума, у млн SDR |
| --------------- | --------------- |
| 3 вересня 1992  | 665,000         |
| 3 грудня 1992   | 997,300         |
| 10 лютого 1999  | 1,372,000       |
| 8 лютого 2016   | 2,011,800       |

Виконавча рада Фонду складається з 24 виконавчих директорів, вісім з яких представляють окремі країни (США, Німеччина, Японія, Франція, Велика Британія, Саудівська Аравія, Росія, Китай), а решта — групи країн. Україна входить до групи з 16 таких держав за лідерством Нідерландів та має у цій групі третє місце за кількістю голосів.

## Програми співробітництва України із МВФ та отримані транші
Україна з 1994 р. співпрацює з МВФ, використовуючи його фінансові й технічні ресурси за для забезпечення макроекономічної стабілізації та фінансової підтримки економічних та політичних реформ. Таке співробітництво здійснювалось в рамках реалізації одинадцяти спільних програм — STF (системна трансформаційна позика), «Stand-By» (стабілізаційна позика), Механізм розширеного фінансування (позика на підтримку розвитку), попереджувальний «Stand-By».
Станом на лютий 2021 року Україна в рамках співробітництва з МВФ загалом отримала 23,910.76 млрд SDR (35 млрд дол. США) і має неповернутих запозичень від МВФ на суму у 7496.24 мільярдів SDR.
Історія кредитування
перша програма (системна трансформаційна позика)
У 1994—1995 роках співпраця почалась з однорічної програми системної трансформаційної позики на суму 498,7 млн. SDR (763.1 млн дол. США), метою якої була підтримка платіжного балансу;
друга-четверта програми (Stand-by)
1995—1998 — три річні програми Stand-by, Україна отримала від МВФ кредити на загальну суму 1 318,2 млн SDR (1 935 млн дол. США), головною метою яких була підтримка курсу національної валюти та фінансування дефіциту платіжного балансу;
п'ята програма (EFF)
1998—2002 — Програма розширеного фінансування (англ. EFF-Extended Fund Facility) на 2,6 млрд дол. США. У рамках цієї програми Україна отримала 1 193,0 млн SDR (1 591 млн дол. США), які були спрямовані на поповнення валютних резервів НБУ. У вересні 1998 року МВФ спочатку схвалив Програму EFF для надання кредиту у розмірі 2,2 мільярда доларів, у липні 1999 року трирічна програма була розширена до 2,6 мільярда доларів. Недосягнення Україною цілей грошово-кредитної політики та зобов'язань щодо структурних реформ призвели до того, що EFF було призупинено, а транші кілька разів затримувалися. Останню виплату коштів в рамках EFF було здійснено у вересні 2001 року. Попри те, що Україна виконала більшість цілей грошово-кредитної політики, щоб отримати черговий транш на початку 2002 року, він не був виплачений через накопичення великих заборгованостей з повернення ПДВ українським експортерам (що утворювало прихований дефіцит бюджету). Термін дії EFF закінчився у вересні 2002 року, а наступного місяця уряд України та МВФ розпочали переговори щодо можливості та форми майбутніх програм.
пауза у співробітництві
наприкінці 2002 року Кабінет Міністрів України ухвалив рішення, що подальший формат співробітництва України з МВФ передбачатиме співпрацю на безкредитній основі. Водночас існувала річна програма «попереджувальний Stand-by», яка ще 29 березня 2004 року була затверджена Радою Директорів МВФ і надавала теоретичну можливість у випадку погіршення ситуації з платіжним балансом або валютними резервами країни залучити нові кредити МВФ на суму до 411,6 млн SDR (30 % квоти України). Але через незабезпечення виконання умов програми, проведення її перегляду і фактичне відновлення було неможливим;
У 2005—2008 роках співробітництво відбувалось лише у сфері технічної допомоги;
шоста програма (Stand-by)
У 2008 році Україна у зв'язку з початком кризи на світових фінансових ринках уперше після перерви подала заявку на отримання нової програми співробітництва Stand-by. 5 листопада 2008 року Рада директорів МВФ ухвалила надання дворічної програми загальним обсягом у 802 % від квоти України в МВФ (11 млрд SDR що складало 16,4 млрд дол. США). 3 млрд SDR були терміново зараховані до золото-валютних резервів НБУ. У рамках програми Stand-by 2008 року Україна отримала три транші загальним обсягом 7 млрд SDR (10,6 млрд дол. США). Частина другого траншу у розмірі 1,5 млрд дол. США та третій транш у повному обсязі були спрямовані до Державного бюджету України. Подальші транші були заморожені наприкінці 2009 року, після того, як Україна підвищила мінімальну зарплату та пенсії всупереч рекомендаціям МВФ.
сьома програма (Stand-by)
28 липня 2010 року Рада директорів МВФ ухвалила для України оновлену програму Stand-by на загальну суму 10 млрд. SDR (15,1 млрд дол. США), строком на 2 із половиною роки, скасувавши Програму Stand-by, затверджену в листопаді 2008 року і всі транші, які ще залишалося отримати. В рамках цієї програми Україна отримала два транші: перший — обсягом 1 250 млрд SDR (1,89 млрд дол. США); другий — обсягом 1 млрд SDR (1,5 млрд дол. США). З цих коштів 2 млрд дол. США спрямували на підтримку державного бюджету. Водночас виконання умов МВФ, необхідних для продовження кредитування, призвело, серед іншого, до різкого зростання тарифів на комунальні послуги та цін на природний газ для українських споживачів (ключова вимога МВФ в обмін на позику). 20 грудня 2013 року Фонд заявив, що другий уряд Азарова лише частково виконав угоди 2010 року, «і у зв'язку з цим Програма не була виконана». У грудні 2013 року тодішній прем'єр-міністр України Микола Азаров відзначив «надзвичайно суворі умови» для отримання позики від МВФ. Необхідність різкого урізання бюджетних витрат та 40-відсоткове збільшення рахунків за природний газ були основними формальними аргументами для ухвалення рішення українського уряду щодо призупинення підготовки до підписання Угоди про асоціацію між Україною та Європейським Союзом 21 листопада 2013 року. Це рішення Кабінету Міністрів України призвело до масових протестів — Євромайдану. 7 грудня 2013 року МВФ уточнив, що не наполягає на 40-відсотковому одночасному підвищенні тарифів на природний газ; Фонд рекомендував поступове підвищення до економічно обґрунтованого рівня з компенсацією бідним у вигляді підвищення соціальної допомоги. 10 грудня 2013 року тодішній Президент України Віктор Янукович сказав: «Ми обов'язково відновимо переговори з МВФ. Якщо будуть умови, які нам підходять, ми підемо на цей шлях». Однак Янукович повторив, що умови МВФ неприйнятні: «Я мав розмову з віцепрезидентом США Джо Байденом, який сказав мені, що питання позики МВФ майже вирішене, але я сказав йому, що якщо умови залишаться … нам не потрібні такі позики».
восьма програма (Stand-by)
30 квітня 2014 року, після завершення Революції гідності та приходу до влади в Україні першого уряду Яценюка, Рада директорів МВФ ухвалила надання Україні нової позики Stand-by загальним обсягом 10,976 млрд SDR (16,5 млрд дол. США). Вимогою для надання кредиту в МВФ назвали перегляд програми субсидій на природний газ, що мало призвести до зростання на 50 % вартості природного газу для домогосподарств. Андерс Ослунд, колишній економічний радник українського уряду, прогнозував, що Україна заощадить два відсотки від валового внутрішнього продукту, якщо припинить субсидувати газ. Ще однією вимогою було створення Національного антикорупційного бюро. Український уряд пообіцяв, що ціни на природний газ для домогосподарств із 1 травня 2014 року виростуть на 50 %. Європейський Союз також вимагав від України забезпечити виконання вимог МВФ і це було умовою отримання близько 1,6 млрд євро підтримки з боку ЄС. В рамках цієї програми Україна отримала два транші, перший — на суму 2,058 млрд SDR (3,1 млрд дол. США) та другий — 914,7 млн. SDR (1,3 млрд дол. США).
дев'ята програма (EFF)
Влітку 2014 року на фоні російської агресії на сході України, макроекономічні показники програми було значно змінено. У зв'язку із цим, на запит України, 11 березня 2015 року МВФ ухвалив на заміну програми Stand-by нову, чотирирічну програму «Механізм Розширеного Фінансування» (англ. Extended Fund Facility). Перший транш обсягом 3,5 млрд SDR (5 млрд дол. США) було отримано одразу після її ухвалення. Надання другого траншу у 1.2 млрд SDR (1,7 млрд дол. США), що був необхідний для поповнення резервів НБУ, було ухвалено Радою директорів МВФ 31 липня 2015 року. Умовою проведення чергового перегляду Програми та надання третього траншу була вимога щодо зменшення рівня корупції в країні. Попри протидію Росії (яка намагалася блокувати виділення кредиту через відмову України повертати кредит, отриманий від Росії за часів Януковича), 14 вересня 2016 року Радою Директорів МВФ було затверджено другий перегляд програми EFF та виділено третій за цією Програмою транш у розмірі 716,1 млн. SDR (1 млрд дол. США), який 16 вересня 2016 року також був спрямований на поповнення резервів НБУ. 3 квітня 2017 року Радою Директорів МВФ було затверджено третій перегляд Програми EFF та виділено четвертий транш у розмірі 734,05 млн. SDR (1 млрд дол. США), який 5 квітня 2017 року було спрямовано на поповнення резервів НБУ.
десята програма (EFF)
5 грудня 2018 року Україна звернулась до МВФ з проханням започаткувати нову Програму. 18 грудня 2018 року Рада директорів МВФ схвалила Програму EFF тривалістю 14 місяців (до 17 лютого 2020 року) та обсягом 3,9 млрд дол. США та вирішила виділити Україні перший транш за Програмою у розмірі 1 млрд. SDR (1,38 млрд дол. США). Наприкінці травня 2019 року для обговорення економічної політики Київ відвідала місія МВФ під керівництвом Рона ван Родена, який по закінченні візиту заявив, що «команда фахівців МВФ мала дуже плідні дискусії з владою України, включно з Президентом Зеленським, стосовно перегляду програми стенд-бай між Україною та МВФ. Експерти МВФ дійшли висновку щодо реалістичності грошово-кредитної та податково-бюджетної політики. Місія готова повернутися до Києва для продовження дискусій після парламентських виборів щойно новий уряд визначиться з пріоритетами своєї політики». Але у вересні 2019 року місія МВФ покинула Україну, не забезпечивши чергового перегляду Програми. У МВФ розкритикували українську владу через «слабке бізнес-середовище з недоліками в законодавчій базі, всебічною корупцією та великою частиною економіки, де домінують неефективні державні підприємства чи олігархи».
спроба погодити одинадцяту програму (EFF)
Після призначення наприкінці серпня 2019 року Уряду Олексія Гончарука, Україна розпочала переговори з МВФ щодо започаткування нової Програми для підтримки у проведенні реформ. У середині жовтня 2019 року українська делегація відвідала Вашингтон, щоб продовжити переговори з МВФ щодо нової програми кредитування. Серед ключових вимог МВФ для отримання кредиту були названі ухвалення закону про неповернення українських банків попереднім власникам та відкриття ринку землі. 7 грудня 2019 року між Україною та МВФ було досягнуто згоди на технічному рівні (англ. Staff Level Agreement) щодо нової трирічної Програми EFF загальним обсягом 5,5 млрд дол. США.
одинадцята програма (Stand-by)
У травні 2020 року через пандемію коронавірусу МВФ змінив підходи щодо виділення коштів країнам-членам, вирішивши погоджувати короткострокові Програми замість довготривалих. У зв'язку із цим перемовини з Україною продовжились вже щодо погодження Програми Stand-by строком на 18 місяців та загальним обсягом 5 млрд дол. США. 9 червня 2020 року Рада директорів МВФ затвердила нову Програму Stand-by для України терміном на 18 місяців та вирішила надати перший траншу за Програмою у розмірі 1,5 млрд SDR (2,1 млрд дол. США). 11 червня 2020 року транш було отримано Україною та спрямовано до Державного бюджету. Після виділення першого траншу було заплановано чотири перегляди програми і виділення ще кількох траншів, проте цей план не було виконано. У лютому 2021-го місія МВФ завершила роботу в Україні, але рішення про перегляд програми stanb-by і виділення траншу не прийняли, оскільки очікували більшого прогресу із реформами. 
У липні 2021 року в Мінфіні повідомили про компроміс з МВФ щодо антикорупційної реформи, але згодом це повідомлення прибрали. 14 вересня прем'єр-міністр Денис Шмигаль заявив, що Україна виконала всі умови для отримання $750 млн від МВФ до грудня і в Кабміні не бачать причин не отримати транш. 23 листопада МВФ завершив перший перегляд програми stand-by та погодив виділення Україні другого траншу у 700 млн доларів. Цим же рішенням Фонд погодив продовження чинної програми до кінця червня 2022 року з метою дати можливість Україні отримати наступні транші  загальним обсягом 1,6 млрд СПЗ, тобто понад 2 млрд доларів.
Україна також заявляла про бажання отримати 2,73 млрд дол. в межах ініційованої директором-розпорядником МВФ Крісталіною Георгієвої алокації спеціальних прав запозичення на 650 млрд дол. для посилення світової економічної системи.

## Умови кредитування та комісія за неотримані транші
Базова ставка МВФ по кредитах, які видають країнам-членам змінюється щотижнево. За даними Міністерства фінансів України, станом на весну 2020 року середня відсоткова ставка для України складала близько 2,5 %, а за інформацією НБУ, «у 2020 році повна вартість кредиту … склала 2,63 % річних».
Умовами кредитних програм з МВФ також передбачена сплата комісії за неотримані транші (англ. Commitment fee), яку Україна, як позичальник, сплачує разом з відсотками за отримані кредити. За даними НБУ, «у 2014—2020 роках Україна перерахувала на користь Міжнародного валютного фонду 46,3 млн SDR (65,74 млн доларів) такої комісії».

## Ключові персоналії
Глави місії МВФ в Україні
 Джейла Пазарбазіолу  - грудень 2009
 Танос Арванітіс грудень 2009 - березень 2012
 Кріс Джарвіс березень 2012 - 4 червня 2013
 Ніколай Георгієв 4 червня 2013 -  2017
 Рон Ван Роден 2017 - 1 травня 2020
 Іванна Владкова Холлар 1 травня 2020 - 20 вересня 2022
 Гевін Грей 20 вересня 2022 -
Постійний представник МВФ в Україні
 Балаж Хорват
 Макс Альєр 2009 - 1 травня 2013
 Жером Ваше 1 травня 2013 - 4 липня 2017
 Йоста Люнгман 4 липня 2017 - 28 червня 2021
 Ваграм Степанян 28 червня 2021
Представники України в МВФ
 Юрій Якуша 1996 - 2013
 Олександр Петрик 2013 - 27 лютого 2017
 Владислав Рашкован 27 лютого 2017 -